# تعاليم مريكارع
تعاليم الملك مريكارع، أو التعاليم الموجهة إلى الملك مريكارع، هي قطعة أدبية مكتوبة باللغة المصرية الوسيطة، وهي المرحلة الكلاسيكية من اللغة المصرية، ويرجح أنها تعود إلى الدولة الوسطى (2025–1700 قبل الميلاد).
في هذه السبايت، يخاطب ملك مصري من الفترة الانتقالية الأولى ربما يُدعى خيتي ابنه، الملك المستقبلي مريكارع، ناصحًا إياه بكيفية أن يكون ملكًا جيدًا وكيف يتجنب الشر. مريكارع هو اسم ملك من الأسرة التاسعة أو الأسرة العاشرة، الأسر التي حكمت شمال مصر خلال فترة الانقسام، الفترة الانتقالية الأولى (حوالي 2150–2025 قبل الميلاد). ربما أتاح ذلك لكاتب هذا النص حرية أكبر في وصف حدود السلطة الملكية مقارنة بما كان ممكنًا عند الإشارة إلى ملوك مصر الموحدة؛ إن تعاليم الملك مريكارع هي في الواقع مقالة عن الملكية في شكل وصية ملكية، وهي الأولى من نوعها. كُتبت أعمال مماثلة لاحقًا في العالم الهلنستي والإسلامي، وفي نصوص مرآة الأمراء كان لها نظير في أوروبا العصور الوسطى. وتلك "الوصايا الملكية" المماثلة اللاحقة، قد يكون أحد أغراضها هو شرعنة الملك الحاكم.

## الملخص
القسم الأول، الذي دُمر معظمه، يتناول قمع التمرد، والثاني كيفية معاملة رعايا الملك. القسم الثالث يقدم نصائح حول كيفية إدارة الجيش والخدمات الدينية. يصف القسم الرابع إنجازات الملك وكيفية الاقتداء بها. بعد ذلك، على عكس إعادة استخدام الكتل المعمارية بشكل مستمر، يتم توجيه الملك إلى استخراج الحجر الجديد، وليس إعادة استخدام الآثار القديمة؛ حيث يتم الاعتراف بواقع إعادة الاستخدام، لكن يُثنى على المثال المثالي للعمل الجديد. وبالمثل، يتم تسجيل تدمير منطقة مقدسة في أبيدوس؛ يعبر الملك عن ندمه، كما لو كان يتحمل المسؤولية عن العمل غير المعقول الذي يجب أن يكون قد تكرر على مر التاريخ – التدنيس باسم الملك الحاكم، الخاضع للانتقام الإلهي أثناء محاكمة الموتى. يتم التأكيد على أهمية الحفاظ على ماعت، النظام العالمي الصحيح. تحتوي الأقسام الأخيرة على ترنيمة للإله الخالق (الذي يبقى غير مسمى) وحث على اتباع هذه التعليمات.
يُعد التباين بين الواقع والمثال في النص تأملًا في السلطة لا مثيل له في الكتابات المصرية القديمة.